# Saison 1982-1983 de l’ASC Oran
Chronologie
Saison précédente Saison suivante
La saison 1982-1983 de l'ASC Oran est la 15e saison du club en première division.

## Compétitions

### Championnat d'Algérie
| Date              | Journée | Adversaire     | Lieu                       | Score | Buteurs de l'ASC Oran       | Arbitres       | Affluence |
| ----------------- | ------- | -------------- | -------------------------- | ----- | --------------------------- | -------------- | --------- |
| MATCHS ALLER      |         |                |                            |       |                             |                |           |
| 17 septembre 1982 | 1       | ESM Guelma     | Stade Ali Abda             | 1 - 0 | -                           | Marzen         |           |
| 24 septembre 1982 | 2       | CM Belcourt    | Stade 19 juin 1965         | 1 - 2 | ???                         |                |           |
| 1 octobre 1982    | 3       | ISM Aïn Beïda  | Stade du 24 avril          | 0 - 2 | Motrani 7e, Tasfaout 54e    | Ghotari        |           |
| 8 octobre 1982    | 4       | JE Tizi-Ouzzou | Stade 19 juin 1965         | 0 - 0 | -                           | Gachi          | 14,473    |
| 15 octobre 1982   | 5       | WO Boufarik    | Stade Mohamed-Reggaz       | 0 - 0 | -                           | Ghotari        |           |
| 29 octobre 1982   | 6       | RS Kouba       | Stade 19 juin 1965         | 2 - 1 | Benhalima 52e, R Guemri 72e | Bendjehene     | 5,870     |
| 5 novembre 1982   | 7       | USK Alger      | Stade Omar-Hamadi          | 1 - 1 | ???                         |                |           |
| 12 novembre 1982  | 8       | MP Oran        | Stade 19 juin 1965         | 2 - 2 | Boukar 39e, Belkhira 55e    | Rachid Medjiba | 13,715    |
| 26 novembre 1982  | 9       | EP Sétif       | Stade du 8-Mai-1945        | 0 - 3 | -                           | Bencheheboub   |           |
| 3 décembre 1982   | 10      | MA Hussein Dey | Stade 19 juin 1965         | 0 - 0 | -                           | Belaïd Lacarne | 10,501    |
| 10 décembre 1982  | 11      | ESM Bel-Abbès  | Stade du 24-Février-1956   | 0 - 0 | -                           |                |           |
| 24 décembre 1982  | 12      | GC Mascara     | Stade 19 juin 1965         | 1 - 0 | -                           |                |           |
| 31 décembre 1982  | 13      | WKF Collo      | Stade Amar Bendjemâa       | 0 - 0 | -                           |                |           |
| 7 janvier 1983    | 14      | MP Alger       | Stade 19 juin 1965         | 0 - 1 | -                           | Sayah          | 15000     |
| 21 janvier 1983   | 15      | USM El Harrach | Stade du 1er-Novembre-1954 | 1 - 1 | Boukar 73e                  | Roumani        | 4000      |
| MATCHS RETOUR     |         |                |                            |       |                             |                |           |
| 28 janvier 1983   | 16      | ESM Guelma     | Stade 19 juin 1965         | 2 - 0 | Boukar 15e, R Guemri 44e    | Othmane        | 5,321     |
| 11 février 1983   | 17      | CM Belcourt    | Stade du 20-Août-1955      | 0 - 0 | -                           | Ghotari        | 6,000     |
| 18 février 1983   | 18      | ISM Aïn Beïda  | Stade 19 juin 1965         | 0 - 0 | -                           | Bouzerama      | 4,416     |
| 18 avril 1983     | 19      | JE Tizi-Ouzzou | Stade du 1er-Novembre-1954 | 3 - 0 | -                           |                |           |
| 18 mars 1983      | 20      | WO Boufarik    | Stade 19 juin 1965         | 1 - 2 | Belhadj 36e, R Guemri 83e   | Ghotari        |           |
| 25 mars 1983      | 21      | RS Kouba       | Stade Mohamed-Benhaddad    | 1 - 0 | -                           | Dehamchi       | 2,000     |
| 8 avril 1980      | 22      | USK Alger      | Stade 19 juin 1965         | 1 - 0 | R Guemri 79e                | Mohamed Mimoun | 6,350     |
| 15 avril 1983     | 23      | MP Oran        | Stade 19 juin 1965         | 2 - 0 | -                           | Tighilt        | 4,249     |
| 25 avril 1983     | 24      | EP Sétif       | Stade 19 juin 1965         | 2 - 2 | Tasfaout 16e 45e (pen.)     | Bergui         |           |
| 29 avril 1983     | 25      | MA Hussein Dey | Stade des Frères-Zioui     | 1 - 0 | -                           | Seghiri        | 2,915     |
| 27 mai 1983       | 26      | ESM Bel-Abbès  | Stade 19 juin 1965         | 0 - 0 | -                           | Bouzerga       | 10,000    |
| 3 juin 1983       | 27      | GC Mascara     | Stade Aouad Meflah         | 0 - 0 | -                           |                |           |
| 10 juin 1983      | 28      | WKF Collo      | Stade 19 juin 1965         | 0 - 0 | -                           | Morgsi         |           |
| 13 juin 1983      | 29      | MP Alger       | Stade du 5-Juillet-1962    | 1 - 0 | -                           |                |           |
| 17 juin 1983      | 30      | USM El Harrach | Stade 19 juin 1965         | 2 - 0 | Boukar 11e, Lefdjah 83e     | Mohamed Mimoun | 6,000     |

### Coupe d'Algérie
| Date           | Heure | Tour                | Adversaire     | Lieu                           | Score   | Buteurs de l'ASC Oran                             | Arbitres     | Affluence           |
| -------------- | ----- | ------------------- | -------------- | ------------------------------ | ------- | ------------------------------------------------- | ------------ | ------------------- |
| 4 février 1983 | -     | Seizièmes de finale | JS El Biar     | -                              | 0 - 1   | -                                                 | -            | -                   |
| 3 mars 1983    | -     | Huitièmes de finale | WKF Collo      | -                              | 1 - 0   | -                                                 | -            | -                   |
| 1er avril 1983 | -     | Quarts de finale    | GCR Mascara    | -                              | 1 - 0   | -                                                 | -            | -                   |
| 6 mai 1983     | -     | Demi-finale         | USM El Harrach | stade 17 juin de constantine . | 2 - 1   | Lefdjah 17 e , Belkheira 64 e                     | -            | 50000 spectateurs . |
| 20 mai 1983    | -     | Finale              | MP Alger       | -Stade du 5-Juillet-1962       | 4 - 3ap | Hamida Tasfaout 10e 55e (pen.), Lefdjah Hamid 88e | Ghotari Amar | 43,000              |

## Statistiques

### Statistiques collectives
| Compétition     | Débute au tour      | Termine   | Matches joués | Gagnés | Nuls | Perdus | Buts pour | Buts contre | Différence |
| --------------- | ------------------- | --------- | ------------- | ------ | ---- | ------ | --------- | ----------- | ---------- |
| Division 1      | -                   | Neuvième  | 30            | 7      | 14   | 9      | 19        | 23          | -4         |
| Coupe d'Algérie | Seizièmes de finale | Finaliste | 5             | 4      | 0    | 1      | 8         | 5           | +3         |
| Total           | -                   | -         | 35            | 11     | 14   | 10     | 27        | 28          | -1         |

## Affluence
Ce graphique représente l'affluence à chaque rencontre jouée à Stade Ahmed-Zabana.